# 포제션 (1981년 영화)
《포제션》(Possession)은 독일(구 서독)에서 제작된 안제이 주와프스키 감독의 1981년 공포, 드라마 영화이다. 이자벨 아자니 등이 주연으로 출연하였다.

## 출연

### 주연
- 이자벨 아자니
- 샘 닐

### 조연
- 마르기트 카르스텐센
- 하인츠 베넨트

## 기타
- 프로듀서: 장 조시 리처
- 미술: 홀거 그로스
- 미술: 장 조시 리처
- 특수효과: 카를로 람발디